# Свинцов, Игорь Петрович
Игорь Петрович Свинцов — советский и российский учёный в области агролесомелиорации и борьбы с опустыниванием, академик РАСХН (2005), академик РАН (2013).

## Биография
Родился 21.01.1939 г. в п. Геок-Тепе Ашхабадской области Туркменской ССР.
Окончил Туркменский сельскохозяйственный институт имени М. И. Калинина (1961).
- 1961—1972 лаборант, младший и старший научный сотрудник Института пустынь АН Туркменской ССР,
- 1972—1978 старший научный сотрудник Туркменской лесной опытной станции Среднеазиатского НИИ лесного хозяйства,
- 1978—1995 заведующий лабораторией Института пустынь,
- 1996—1997 заместитель директора ООО «Объединенное хозяйство железнодорожного транспорта».

С 1997 г. работал в Отделении мелиорации, водного и лесного хозяйства РАСХН: начальник отдела лесного хозяйства и агролесомелирации (1997—2000), и. о. академика-секретаря (2000—2002) Отделения земледелия, мелиорации и лесного хозяйства, академик-секретарь(2002—2008), главный специалист (2008—2013).
Доктор сельскохозяйственных наук (1989), академик РАСХН (2005, член-корреспондент с 2000), академик РАН (2013).
Специалист в области агролесомелиорации и борьбы с опустыниванием.
Лауреат Премии Правительства РФ в области науки и техники (2001). Автор более 200 научных трудов, в том числе 10 книг.
Публикации:
- Размещение, защита и озеленение хозяйственных объектов в Низменных Каракумах / Среднеаз. НИИ лесн. хоз-ва. — Ашхабад: Туркменистан, 1974. — 77 с.
- Лесомелиорация песчаных пустынь Туркменистана / АН ТССР. Ин-т пустынь. — Ашхабад: Ылым, 1988. — 159 с.
- Агролесомелиоративное адаптивно-ландшафтное обустройство водосборов / соавт.: И. С. Кочетов и др. — Волгоград, 1999. — 83 с.
- Агролесомелиоративная наука в XX веке / соавт.: А. Н. Каштанов и др.; Всерос. НИИ агролесомелиорации. — Волгоград, 2001. — 365 с.
- Проблемы и перспективы развития мелиорации, водного и лесного хозяйства: (к 75-летию Рос. акад. с.-х. наук): сб. науч. тр. / Рос. акад. с.-х. наук. Отд-ние мелиорации, вод. и лесн. хоз-ва. — М., 2004. — 493 с.
- Агроэкологическое состояние и перспективы использования земель, выбывших из активного сельскохозяйственного производства / соавт.: А. Л. Иванов и др. — М., 2008. — 63 с.
- Устойчивость земледелия и риски в условиях изменения климата: резюме кол. моногр. / соавт.: Г. А. Романенко и др.; Агрофиз. НИИ и др. — СПб., 2009. — 95 с.
- Мелиорация и агролесомелиорация в России: (материалы, опубл. в СМИ за 2004—2011 гг.). — М.: Мещер. науч.-техн. центр, 2014. — 91 с.
- Биоэкология редких и исчезающих древесных видов и их размножение в условиях интродукции / соавт.: А. В. Семенютина и др. — Волгоград, 2015. — 127 с.
- Генофонд кустарников для зеленого строительства / соавт.: А. В. Семенютина, С. М. Костюков. — М.: Наука Мысль, 2016.- 236 с.